# Lendava-Hügel
Lendava-Hügel (slowenisch: Lendavske gorice; ungarisch Lendva-hegy) der Name einer kleinen Hügellandschaft im Grenzgebiet von Slowenien und Ungarn auf dem Gebiet der Gemeinde Lendava.

## Lage
Die Lendava-Hügel sind die südwestliche Fortsetzung des Goričko-Hügellandes. Ihr höchster Punkt beträgt 328 Meter.
Das Gebiet wird begrenzt von den Wasserläufen Kobilje-Bach, Ledava und Kerka. Auf ungarischem Gebiet setzt sich die Landschaft unter der Bezeichnung Kerka-vidék (Kerka-Region) oder Hetés als westlichster Ausläufer des Zala-Gebirges im Südosten des Balaton fort.

## Ortschaften
In der Region gibt es fünf Siedlungen: Čentiba, Dolgovaške gorice, Dolina pri Lendava, Lendavske Gorice (die gleichnamige Siedlung).

## Weinanbau
An den Südhängen der Hügel findet ein bedeutender Weinanbau statt. Mit einer Fläche von 17 Quadratkilometern ist diese Landschaft die kleinste Weinregion Sloweniens, der Anteil der Weinberge an den entsprechenden Hängen ist jedoch herausragend. Das Mikroklima sowie der sandige und lehmige Boden begünstigen die Herstellung hochwertiger Weißweine.

## Sehenswürdigkeiten
- Schloss Lendava[2]
- Vinarium Lendava[3]